# Kaurakari (ö, lat 60,51, long 27,17)
Kaurakari är en ö i Finland. Den ligger i Finska viken och i kommunen Fredrikshamn i den ekonomiska regionen  Kotka-Fredrikshamn i landskapet Kymmenedalen, i den södra delen av landet. Ön ligger omkring 13 kilometer öster om Kotka och omkring 130 kilometer öster om Helsingfors.
Öns area är 0,3 hektar och dess största längd är 120 meter i öst-västlig riktning.